# Печенга (река, впадает в Баренцево море)
Пе́ченга — река в Печенгском районе Мурманской области. Длина реки — 101 км, площадь водосборного бассейна — 1820 км². Исток реки расположен на выходе из озера Мометяури, впадает в Печенгскую губу Баренцева моря.
Река получила своё название от саамских слов «пядз», «педз», «печ» — «сосна» и «енга» — «река». Таким образом Печенга — «сосновая река».
В верхнем течении порожиста и проходит через озёра Пиедсъяур, Киедгъяур, Руосселъяур и Каллояур. Питание в основном снеговое. Крупнейшие притоки Намайоки и Малая Печенга.
На реке расположены населённые пункты: посёлок Печенга, станция Печенга, Корзуново и Путевая Усадьба 9 км. На берегу реки находится Печенгский монастырь.
Сильно загрязнена соединениями тяжёлых металлов в результате разработки полезных ископаемых в бассейне реки.

## Притоки
(указано расстояние от устья)
- 2,1 км: Нясюккяйоки (лв)
- 26 км: Намайоки (лв)
- 30 км: Малая Печенга (пр)
- 39 км: Луоттнйоки (лв)
- 56 км: река без названия (лв)
- 60 км: река без названия (лв)
- Сиусйоки (лв)
- 69 км: Анссемйоки (лв)